# Mattertal
Mattertal (v německy mluvícím prostředí známý také jako Nikolaital, francouzsky Vallée de Saint-Nicolas nebo Vallée de Zermatt) je horské údolí ve Walliských Alpách, nacházející se v horní části švýcarského kantonu Valais. Je jedním z levých (jižních) bočních údolí údolí Rhôny ve Valais, která se na jihu hluboce zařezávají do Walliských Alp až k hlavnímu alpskému hřebeni (kde je zároveň hraničním hřebenem mezi Švýcarskem a Itálií) a otevírají se na severu směrem k řece Rhôně, hlavní geografické ose Valais. Na obvodu údolí leží tři ze čtyř nejvyšších horských masivů Alp.

## Geografie

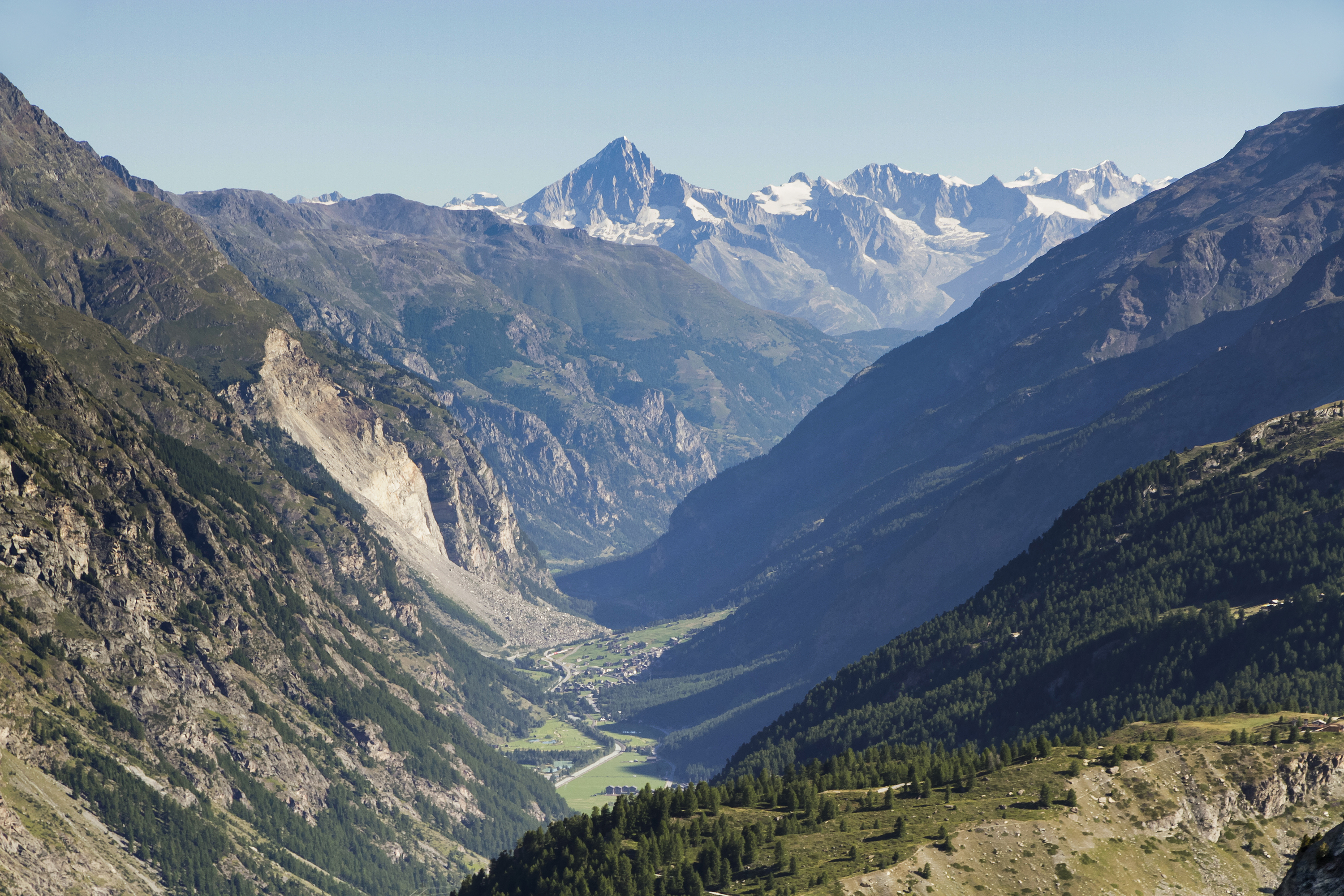
Mattertal; uprostřed obec Randa

Mattertal, který se táhne přibližně severojižním směrem, se nachází v německy mluvící oblasti horního Valais. Jako západní větev Vispertalu (resp. západní ze dvou horních/zadních vispských údolí) se táhne v délce 25 kilometrů od Staldenu až těsně nad Zermatt, kde se dělí na dvě krátká vysoká údolí probíhající ve směru východ-západ. Západní vysoké údolí je na svém horním konci ohraničeno čelem ledovce Zmuttgletscher na severním úbočí Matterhornu, východní pak čelem ledovce Findelgletscher na severozápadním úbočí Monte Rosy. Údolí odvodňuje řeka Mattervispa, která se u Staldenu spojuje s řekou Saaservispa ze sousedního údolí Saastal na východě a vytváří řeku Vispu, která se u Vispu vlévá do Rhôny.

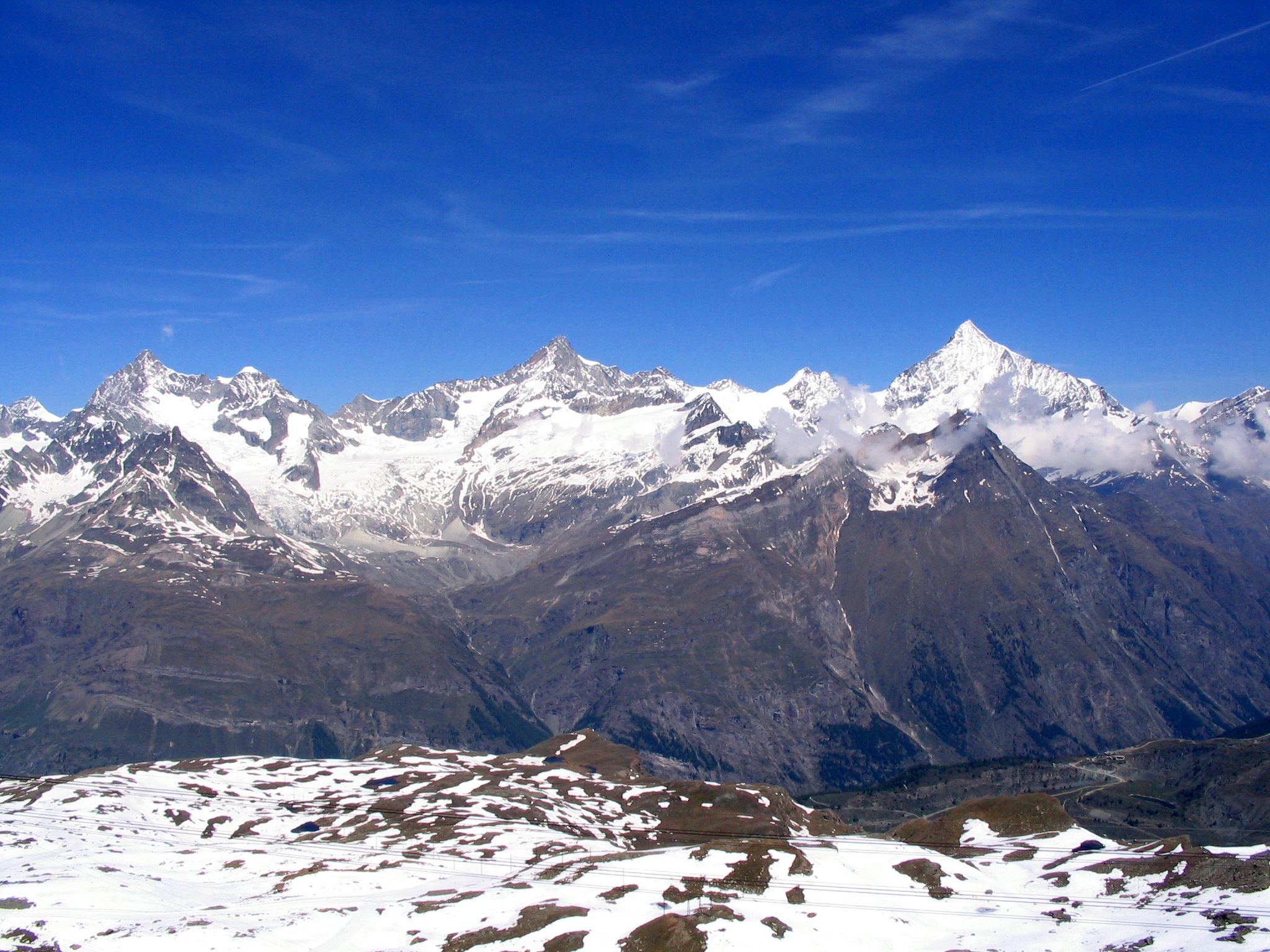
Pohled na horskou skupinu Weisshornu

Nejnižší bod Mattertalu leží ve výšce 723,5 m n. m. na dolním konci údolí u Staldenu. Několik vrcholů hor, které údolí uzavírají ze tří stran, se tyčí do výšky přes 4500 metrů. Z nich pouze Dom na východě a Weisshorn na západě neleží na hlavním alpském hřebeni. Dom je zároveň hlavním vrcholem masivu Mischabel, třetího nejvyššího horského masivu v Alpách, a Weisshorn je hlavním vrcholem čtvrtého nejvyššího horského masivu v Alpách. Mnohem známější Matterhorn leží na hlavním hřebeni, ale se svými 4478 m zůstává těsně pod hranicí 4500 m. Nejvyšším bodem nad údolím je Dufourspitze s 4634 m, hlavní vrchol Monte Rosy a zároveň nejvyšší vrchol Švýcarska. Mattertal se tak po masivu Mont Blancu zařezává do nejvyšších horských masivů alpského oblouku, což se projevuje výškovým rozdílem 3910 m. Jedná se o nejvyšší bod Mattertalu. S touto rekordní hodnotou je Mattertal zapsán v Guinnessově knize rekordů jako „nejhlubší údolí v Alpách“, a tedy i „nejhlubší údolí ve Švýcarsku“. Ve vánočním období roku 1998 byla 36,8 m vysoká středověká kostelní věž svatého Mikuláše oblečena jako Mikuláš pod heslem "největší Mikuláš na světě v nejhlubším údolí ve Švýcarsku".
Z 82 čtyřtisícových vrcholů v Alpách obklopuje Mattertal 33 z nich. Je zde tedy nejvyšší koncentrace čtyřtisícových vrcholů v Alpách. Jen Monte Rosa na jihovýchodním okraji údolí má celkem devět vrcholů přesahujících čtyři tisíce metrů, tři z nich však leží za hlavním hřebenem na italské straně. Nejvyšším je zároveň nejvyšší hora Švýcarska, Dufourspitze.

## Historie

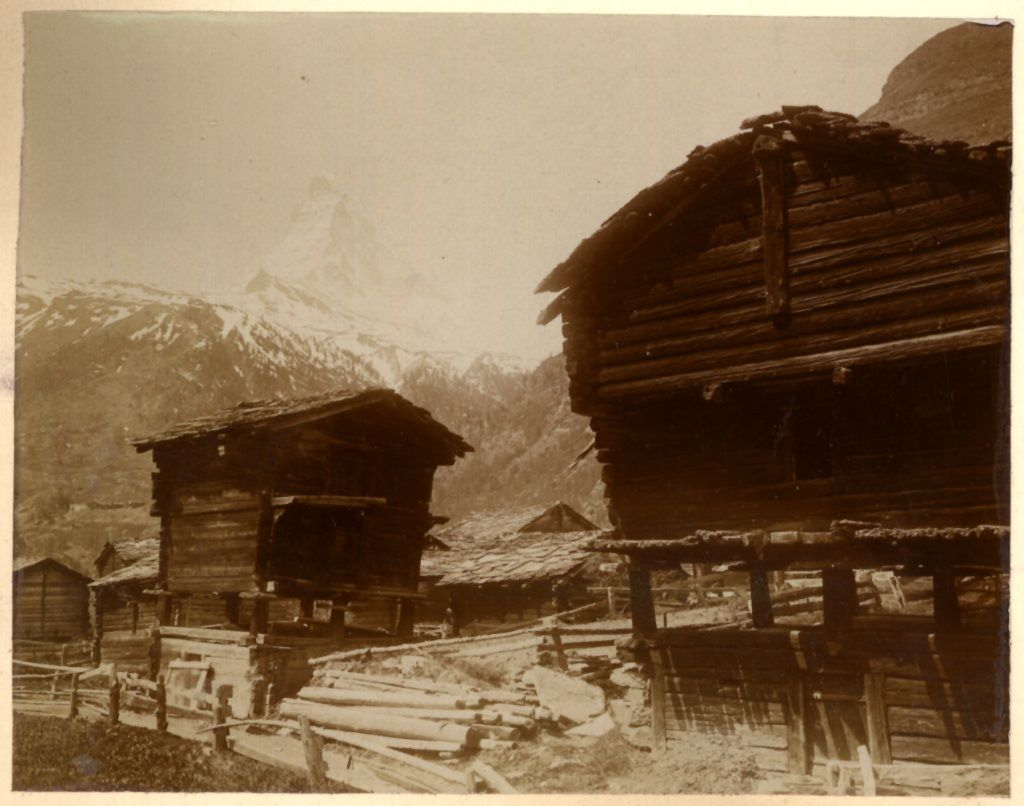
Osídlení pod Matterhornem v oblasti Zermattu (počátek 20. století)

Archeologické nálezy hrobů dokládají osídlení v pravěku. Kmeny Uberů a Sedunů byly v prvních stoletích n. l. romanizovány a v 8.–9. století postupně germanizovány přistěhovalými Alamany. V průběhu christianizace vznikly z mateřské farnosti Visp na konci 12. století a ve 13. století dceřiné farnosti v St. Niklaus a Zermattu.
Mattertal spravovali šlechtičtí feudálové, dokud se v průběhu 15. století z těchto feudálních svazků neosvobodil (většinou prostřednictvím výkupů práv). Od té doby tvořily oba majoráty St. Niklaus (s kastelánstvím Randa-Täsch) a Zermatt čtvrť „von den Ruffinen in“ v okrsku (Zenden) Visp. Do roku 1798 mělo starostové St. Niklaus a Zermattu pokrevní příslušnost. Od středověku až do poloviny 19. století se obyvatelstvo, které zůstávalo stabilní (asi 1300 obyvatel), živilo zemědělstvím a chovem dobytka. Skromný obchod s dobytkem s Itálií přes Theodulský průsmyk zajišťoval prostředky potřebné na zásobování solí.
Probouzející se zájem o Alpy a jejich obyvatele přivedl do údolí zpočátku přírodovědce a učence. Od roku 1850 je následovali horolezci a turisté. S prvními výstupy na vrcholy se začaly stavět penziony a hotely. Do roku 1870 byla údolím prodloužena stará mulařská stezka. Úzkorozchodná železnice z Vispu do Zermattu, postavená v letech 1888–91, byla v roce 1929 elektrifikována; v roce 1933 na ní byl poprvé zahájen zimní provoz a Zermatt tak zahájil první zimní sezónu. V roce 1937 se silnice dostala do St. Niklausu a teprve v roce 1972 do Täsche, kde se díky obrovskému několikapatrovému parkovišti (2 000 míst) od roku 2007 nachází centrální odstaviště aut turistů, kteří míří k Matterhornu.

## Sídla

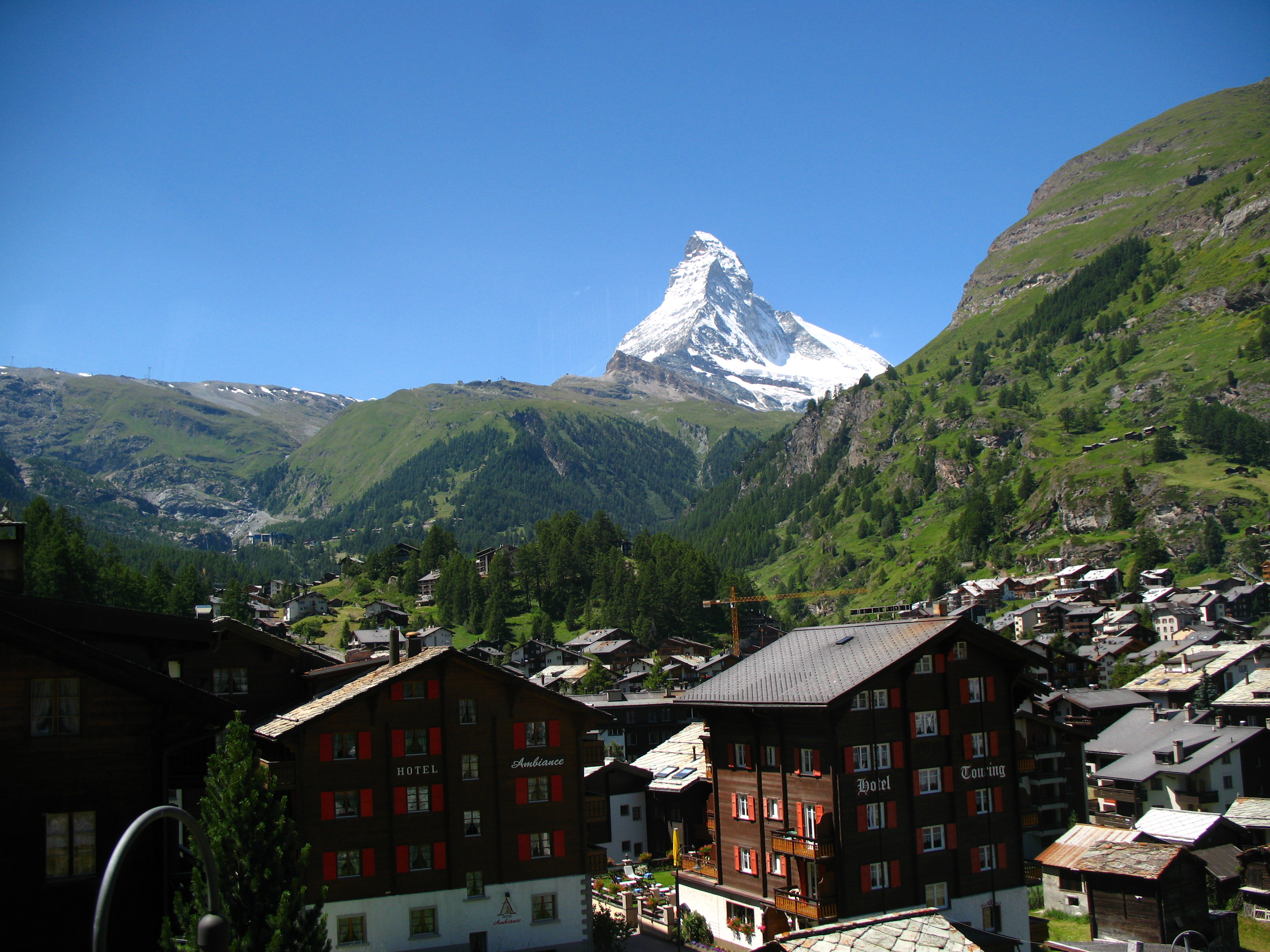
Pohled z Zermattu na Matterhorn

V Mattertalu se nachází následující obce (od severu k jihu):
- Stalden
- Törbel
- Embd
- Grächen
- St. Niklaus
- Randa
- Täsch
- Zermatt

Obec St. Niklaus je hlavní obcí údolí. Svatý Mikuláš je patronem jak Mattertalu (odtud také název Nikolaital), tak obce St. Niklaus.
Historické centrum obce Täsch (1449 m n. m.) leží přímo na dně údolí. Střediska Zermatt (1608 m), Randa (1406 m), St. Niklaus (1120 m) a Stalden (795 m) leží mírně nad dnem údolí. Grächen (1619 m), Embd (1356 m) a Törbel (1502 m) jsou zřetelně nad dnem údolí na plošinovitých svazích údolního svahu nebo na poměrně strmých svazích.